# Toulounides
868–905
Entités précédentes :
- Califat abbasside

Entités suivantes :
- Califat abbasside

Les Toulounides (en arabe : الطولونيون / aṭ-ṭūlūniyyūn ou بنو طولون / banū ṭūlūn) constituent la première dynastie d'émirs indépendants dans l'Égypte devenue musulmane : ils gouvernèrent de 868 à 905.

## Histoire
Au IXe siècle, le pouvoir central des califes abbassides est l'objet de querelles intestines à la faveur desquelles des tendances centrifuges se manifestent dans l'empire : en 868, l'officier d'origine turque Ahmad ibn Touloun, envoyé de Bagdad comme gouverneur de l'Égypte, s'y comporte bientôt comme monarque autonome. Il ne transmet plus les impôts au pouvoir califal et il lui devient ainsi possible de développer l'irrigation et de faire construire une flotte, ce qui stimule l'économie locale et le commerce de façon décisive. En 878, il s'empare de la Palestine et de la Syrie pour y établir des marches défensives contre une éventuelle attaque du calife abbasside.
La dynastie ne devait pas subsister longtemps, ses successeurs se révélant moins capables que le fondateur. Sous son fils Khumarawayh (884-896) des travaux trop coûteux et le train de vie luxueux de la cour achevèrent d'épuiser les finances du pays. Après le meurtre de Khumārawayh, le pouvoir sombra dans les intrigues de palais et déclina de manière accélérée : les troupes abbassides reprirent le contrôle de l'Égypte dès 905.   
Liste des émirs toulounides :
- Ahmad ibn Touloun (868-884) (Aḥmad b. Ṭūlūn أحمد بن طولون)
- Khumarawayh (884-896) (Abū al-Jaysh Khumārawayh b. Aḥmad b. Ṭūlūn أبو الجيش خمارويه بن أحمد)
- Abū al-'Asākir (896) (Abū al-ʿAsākir Jaysh b. Khumārawayh b. Aḥmad b. Ṭūlūn أبو العساكر جيش بن خمارويه بن أحمد بن طولون)
- Hārūn (896-904) (Hārūn b. Khumārawayh b. Aḥmad b. Ṭūlūn  هارون بن خمارويه بن أحمد)
- Shaybān (904-905) (Abū al-Manāqib Shaybān b. Aḥmad b. Ṭūlūn أبو المناقب شيبان أحمد بن طولون)